# ГЕС Zhuolan
ГЕС Zhuolan – гідроелектростанція на острові Тайвань, яка використовує ресурс із річки Da'an, котра дренує західний схил вододільного хребта та впадає до Тайванської протоки.
У 1985-1992 роках на невеликій правій притоці Da'an річці Liyutan звели греблю, котра утворила доволі значне водосховище з об’ємом 126 млн м3. Слід за цим взялись за реалізацію гідротехнічного проекту Shihlin, який передбачав перекидання до цього сховища води із верхньої течії Da'an – в об’ємах втричі більших за власний водозбір. Da'an перекрили бетонною греблею висотою 8 метрів та довжиною 254 метри, котра утримує невелике сховище з площею поверхні 0,3 км2 та об’ємом 0,65 млн м3 (корисний об’єм 0,64 млн м3).
Від греблі Shihlin вода через дериваційний тунель подається до розташованого за 5,2 км запобіжного балансувального резервуару, ще за 0,3 км від якого знаходиться підземний машинний зал станції Zhuolan. Останній обладнаний двома турбінами типу Френсіс потужністю по 42,4 МВт.
Відпрацьована вода по відвідному тунелю довжиною 1,1 км потрапляє у струмок Jingshan, а потім у сховище Liyutan.
Видача продукції відбувається через підстанцію, розраховану на роботу під напругою 161 кВ.
Можливо відзначити, що у другій половині 2010-х років заплановано спорудити після водосховища Liyutan ще одну гідроелектростанцію.